# Фарисей (напиток)
«Фарисей» (нем. Pharisäer) — горячий кофейный напиток в немецкой кухне, готовится с добавлением рома и взбитых сливок. «Фарисей» — напиток для холодной погоды. Похожий напиток — кофе по-ирландски.
По легенде, напиток появился в Северной Фризии на острове Нордштранд в XIX веке, когда там служил аскетичный пастор по имени Георг Блайер. В его присутствии местные жители осмеливались пить только кофе. Добавить тайком в кофе ром и спрятать запах рома под шапкой взбитых сливок догадались в 1872 году на крестинах ребёнка одного из крестьян. Пастору-аскету подали кофе без рома. Но каким-то образом пастор разгадал уловку прихожан, возможно, по ошибке сделав глоток из чужой кофейной чашки, и в возмущении воскликнул: «О, фарисеи!».
Для приготовления «фарисея» в крепкий сладкий чёрный кофе нужно добавить 40 миллилитров коричневого ямайского рома и сверху украсить взбитыми сливками. «Фарисей» не размешивают, а пьют через сливки. По традиции тот, кто размешает «фарисея», оплачивает выпивку всей компании. «Фарисей» сервируется в высокой чашке-бокале с блюдцем. По традиции выпивший 8 «фарисеев» может забрать себе этот бокал. Однако хозяин заведения всегда может это предотвратить, своевременно увеличив дозу рома в напитке.